# Hans Rempel (Theologe)
Hans Rempel, auch Johannes Rempel bzw. Johann Rempel, (* 27. Januar 1909 in Rodnitschnoje bei Orenburg; † 9. Oktober 1990 in Kiel) war ein deutscher lutherischer Pastor.

## Leben
Rempel wurde 1909 als Kind deutschstämmiger mennonitischer Bauern in Rodnitschnoje am Ural geboren, wo er Kindheit und Jugend verbrachte. Er besuchte die Schulen in Rodnitschnoje und Pretoria/Ural. Er erlebte den russischen Bürgerkrieg, die katastrophale Hungersnot 1921–1922 in Sowjetrussland und die Kollektivierung der Landwirtschaft in der Sowjetunion. 1929 im Zuge des stalinistischen Terrors verhaftet und 1930 nach Archangelsk verbannt, gelang ihm eine abenteuerliche Flucht über Norwegen und England nach Deutschland. Ausgestattet mit einem Nansen-Pass, ausgestellt von der Deutschen Botschaft in London, war er zeitweilig im „Flüchtlingslager für Russlanddeutsche“ in der früheren Unteroffiziersschule in Mölln untergebracht.
Sein weiterer Bildungsweg führte ihn über die evangelikale Bibelschule im schweizerischen Chrischona – in dieser Zeit veröffentlichte er sein später in elf Auflagen verbreitetes Buch Der Sowjethölle entronnen – zum Studium der evangelischen Theologie in Tübingen, das in Ermangelung der Hochschulreife unterbrochen werden musste.
Nachdem Rempel in Berlin am Institut für Studierende Ausländer 1933 das Abitur erworben hatte, setzte er in der Hauptstadt sein Theologiestudium fort, allerdings erweitert um die Studienfächer Philosophie und Geschichte. Von 1933 bis 1934 war er Mitglied der SA. 1938 schloss er seine Studien zunächst ab mit einer Promotion (Das Deutschtum in der UdSSR seit 1917) beim deutsch-österreichischen Osteuropahistoriker (und NSDAP-Mitglied) Hans Uebersberger. Gleichfalls 1938 erhielt Rempel die deutsche Staatsbürgerschaft.
Nach kurzer Tätigkeit im Volksbund für das Deutschtum im Ausland konnte er mittels eines Stipendiums am Institut zur Erforschung des Deutschtums weiter wissenschaftlich arbeiten. Am 1. April 1940 zur Wehrmacht eingezogen und in Frankreich und Polen als Kavallerist eingesetzt, wurde er ab Oktober 1940 Mitarbeiter in der Militärgeographischen Abteilung des Generalstabs des Heeres und ab Juli 1941 Referent im Reichsministerium für die besetzten Ostgebiete. In dieser Dienststellung unternahm er 1942 eine Dienstreise in die Ukraine, u. a. in das mennonitische Siedlungsgebiet von Chortitza. Er besuchte dabei das letzte Heim seines inzwischen verstorbenen Vaters in dem Dorf Einlage und lernte dort die dritte Frau seines Vaters kennen, die ihn in seinen letzten Lebenstagen begleitet hatte.
Am 11. Dezember 1941 beantragte Rempel die Aufnahme in die NSDAP und wurde zum 1. Januar 1942 aufgenommen (Mitgliedsnummer 8.980.891). Ab Februar 1943 bis zum Zusammenbruch 1945 stand er wieder im Feld, zunächst an der Ostfront, dann in Ungarn und der Tschechoslowakei. Das unmittelbare Kriegsende erlebte er zwischen dem sowjetischen und dem amerikanischen Besatzungsgebiet in den Wäldern Thüringens und Bayerns, wo er sich mit Kameraden verborgen hielt. Der Kriegsgefangenschaft entging er. Sein Resümee nach dem Zweiten Weltkrieg:
„Es ist eine grundsätzliche, eine ethische, eine menschliche Sache und Frage, ob wir, die wir an diesem schrecklichen Krieg teilgenommen haben, aus freien Stücken weiter Militärdienste verrichten wollen. Wir haben nicht so schnell wie möglich alles zu vergessen und weiterzumachen, als wäre nichts geschehen, sondern wir haben das Leben anzunehmen als ein überragendes Geschenk. Wir sind noch einmal davongekommen. Die Frage, warum gerade wir am Leben geblieben sind, werden wir nicht beantworten können, aber wir sollten uns fragen, wozu wir davongekommen sind. Wir dürfen die bösen Erlebnisse nicht verdrängen, vielmehr müssen wir in bewusster Erinnerung an überstandene Ängste und Schmerzen, die wir anderen zugefügt und die wir selbst erlitten haben, von neuem beginnen, neu mit dem Leben anzufangen, menschlich zu leben, gemeinsam zu leben, hoffnungsvoll zu leben.“
Frau und Kind fand Rempel in Ostfriesland wieder. Ab April 1946 war er Pfarrgehilfe bei Fritz Rienecker in Geesthacht-Düneberg und setzte dann ab Sommersemester 1947 sein Theologiestudium in Hamburg (Kirchliches Vorlesungswerk) und Kiel fort. Nach Vikariat in Kiel, Besuch des Predigerseminars in Preetz, Zweitem Theologischem Examen und Ordination am 29. Oktober 1950 in Kiel wurde er Hilfsgeistlicher an St. Nikolai in Kiel (an der Seite von Propst Hans Asmussen), später dann dort Pastor und schließlich von 1955 bis 1974 Pastor der Kieler Luthergemeinde. Vom Holsteiner Bischof Halfmann erhielt er zugleich den landeskirchlichen Auftrag, die Mennonitengemeinden, die „Kirche seiner Väter“, in Schleswig-Holstein zu betreuen.
Für einige Semester war Rempel Dozent an der Kieler Volkshochschule. Er behandelte Themen wie „Christentum und Bolschewismus“ und „Kirchen und Sekten – was glauben die anderen?“. Er gründete die Arbeitsgemeinschaft Christlicher Kirchen in Kiel. An ihr beteiligten sich: die Evangelisch-Lutherische Landeskirche Schleswig-Holsteins, die Römisch-katholische Kirche, die Orthodoxe Kirche, die Evangelisch-methodistische Kirche, die Evangelisch-Freikirchliche Gemeinde (Baptisten), die Adventgemeinde Gemeinschaft der Siebenten-Tags-Adventisten, die Freie Christengemeinde (Pfingstgemeinde), die Heilsarmee und die Christengemeinschaft.
Als Inhaber der Pfarrstelle St. Nikolai II seit 21. September 1952 wurde Rempel mit der Einrichtung von Religionsgesprächen an Berufsschulen beauftragt. Mit finanzieller Unterstützung des Ministerpräsidenten Lübke konnte er zwei hauptamtliche und einige teilzeitbeschäftigte Lehrkräfte für diese Aufgabe gewinnen. Auch betätigte er sich als Propsteibeauftragter des Gustav-Adolf-Werkes und Mitglied des Landesvorstandes dieses Werkes, als Propsteibeauftragter für die Angehörigen der griechisch-orthodoxen Kirche in Kiel, als Mitglied des Kuratoriums der Volkshochschule in Kiel und als wissenschaftlicher Reiseleiter in Starnberg mit dem Spezialprogramm Vorderer Orient und Heiliges Land.
Rempel ging am 1. Juni 1974 in den Ruhestand und starb 1990 mit 81 Jahren in Kiel. Aus der am 13. Dezember 1941 geschlossenen Ehe gingen ein Sohn (geb. 1942) und eine Tochter (geb. 1948) hervor.

### Die Stunde der Kirche
Rempel stimmte Wilhelm Halfmann, dem späteren Bischof von Holstein, in der Ende Mai 1945 vorgetragenen Auffassung zu, dass die Kirche „heute eine ganz besondere Verantwortung für unser Volk trägt“. Der Kirche war nach der bedingungslosen Kapitulation der Wehrmacht die Freiheit des Wortes und des Handelns zurückgegeben. Rempel entschloss sich, in den Dienst der Kirche zu treten.
Unter den Überschriften „Die Stunde der Kirche“ (S. 427–436) und „Drei Jahre später“ (S. 437–445) berichtete Rempel in seinem Buch Mit Gott über die Mauer springen von den Aufgaben und Möglichkeiten der Kirche in den ersten Jahren nach dem Zweiten Weltkrieg am Beispiel von Geesthacht-Düneberg und Kiel:
„Es galt, die Stunde der Kirche durch die tätige Nächstenliebe zur größeren Stunde der Kirche zu machen. … Dem Hilfswerk der EKD auf gesamtdeutscher Ebene folgte die Errichtung landeskirchlicher evangelischer Hilfswerke. … Die Spenden aus USA, Kanada, der Schweiz, aus Schweden und anderen Ländern an Lebensmitteln, Kleidung, Schuhwerk, Decken, Geschirr, Spielzeug, Büchern und anderen Dingen erstreckten sich sogar  auf Lieferung ganzer Fertighäuser, ja auch Fertigkirchen aus Holz. … In der Trümmerwüste Kiel entfaltete neben anderen auch eine ausländische Hilfsorganisation eine besonders segensreiche Arbeit. Es war das Mennonite Central Commitee of USA and Canada, abgekürzt MCC. … Das mennonitische Hilfswerk nahm im Dezember 1946 unter der Leitung von Cornelius Dyck aus Kanada in Kiel seine Arbeit auf. … Im Januar 1947 begann eine Speisungsaktion für alle drei- bis sechsjährigen Kieler Kinder, an der sich auch das Hilfswerk der Evangelischen Kirchen der Schweiz beteiligte. In einer gemieteten Küche wurde täglich in 18 Kesseln das Essen für 13 750 Kinder bereitet. … Ab 28. April 1947 lief gleichzeitig eine Speisung für 3000 stadtärztlich ausgesuchte alte Menschen an. … Im November 1947 ließ sich das Mennonitische Hilfswerk von der Arbeitsgemeinschaft der Freien Wohlfahrtspflege werdende Mütter benennen, die körperlich elend waren; sie erhielten vom fünften Monat der Schwangerschaft an bis zwei Monate nach der Entbindung laufend Lebensmittelzuwendungen. … Als zum Ausgang des Jahres 1949 eine größere Zahl von Kriegsgefangenen aus der Sowjetunion nach Hause entlassen wurde, setzte die Heimkehrerbetreuung durch das Mennonitische Hilfswerk mit Lebensmitteln ein. … Seit Dezember 1947 gab es eine Speisung von 200 Studenten an der Kieler Universität aus Mitteln der Schweizer Spende; sie wurde am 28. April 1948 mit Hilfe des Mennonitischen Zentralkomitees auf 2800 Studenten erweitert. … Die Kieler Studenten haben als Zeichen des Dankes eine Bronzeplatte mit einer Reliefdarstellung und Widmung an dem Denkmal Menno Simons‘ bei Bad Oldesloe anbringen lassen. … Als die Arbeitsgemeinschaft der Freien Wohlfahrtspflege im Sommer vierwöchentliche Strandfahrten für 1500 erholungsbedürftige Schulkinder einrichtete, stellte der Leiter des Hilfswerks, C. Dyck, hochwertige Lebensmittel zur Verfügung. … Pastor Adolf Plath, der Kieler Propsteibeauftragte des Hilfswerks der Evangelischen Kirche, berichtete im Gemeindebuch Kiel 1952: ‚Die Mennoniten haben sich immer aufs Neue als unsere treuen und großherzigen Freunde und Brüder erwiesen. Wir können immer nur in großer Dankbarkeit an sie denken. Sie sandten nach Kiel an Lebensmitteln 1 101 000 Kilo und an Bekleidung und Schuhen 93 680 Kilo, die in enger Zusammenarbeit mit der öffentlichen Fürsorge und den anderen Wohlfahrtsverbänden von uns … verteilt wurden.‘“
„Auch das Evangelische Hilfswerk der Schweiz brachte größere Mengen an Lebensmitteln, Kleidung und Schuhwerk nach Kiel. Es setzte aber auch noch andere wesentliche Schwerpunkte. So errichtete es in der Stadt zwei große Baracken, in denen ein Kindergarten für 115 Kinder, zwei Nähstuben mit zehn Nähmaschinen für Frauen, die keine eigene Nähmaschine hatten, zur Verfügung standen. Auch eine Schusterwerkstatt wurde eröffnet. ‚Von ganz besonderer Bedeutung unseres kirchlichen Lebens ist es, dass wir aus der Schweiz zwei Kirchen erhalten haben‘, führte Pastor Plath in einem Bericht vor der Propsteisynode aus. Außerdem wurden aus der Schweiz Mittel für die Wiederherstellung der Petruskirche und für das Haus der Kieler Stadtmission und für das Gemeindehaus in Friedrichsort bereitgestellt.“
Die Lutherische Kirche der Vereinigten Staaten von Amerika brachte in den Jahren von 1946 bis 1960 insgesamt 517 817 Kilogramm an Lebensmitteln, Bekleidung, Schuhen und anderen Sachspenden nach Kiel. Außerdem stiftete sie 10 000 Dollar für den Bau der Kieler Vicelinkirche. Reichliche Spenden flossen aus Schweden bis Anfang der 60er Jahre in Kieler Kirchengemeinden.
Rund ein Jahrzehnt lang leitete Rempel die Hilfswerkarbeit auf gemeindlicher Ebene. Auch seine Frau und die heranwachsenden Kinder wurden in manche Gemeindedienste einbezogen: „Es war eine der Welt zugewandte Seite der Verkündigung und der Seelsorge.“

### „Lasst unsere Kriegsgefangenen frei!“
Die Woche vom 19. bis 25. Oktober 1953 wurde im ganzen Bundesgebiet als Kriegsgefangenen-Gedenkwoche mit einer Reihe von Kundgebungen durchgeführt. Sie begann mit einem einminütigen Sirenengeheul der Großbetriebe, Dampfer und anderer Verkehrsmittel und schloss am Sonnabend mit dem „Tag der Treue“ und am Sonntag mit dem „Tag des Glaubens“, an dem im ganzen Land um 19.00 Uhr in den Fenstern Kerzen zum Gedenken an die Kriegsgefangenen angezündet wurden.
In Kiel beschloss die Kirchengemeinde St. Nikolai mit den Heimkehrern, Vertretern der Kirchenleitung und des Landeskirchenamts, Vertretern der Landesregierung, der Ratsversammlung und des Magistrats der Stadt Kiel, des Deutschen Roten Kreuzes, aller Frauenverbände und Männerkreise, zu einem Abendgottesdienst einzuladen.
„Zuerst luden wir die Presse zu einem Interview ein, in dem wir zum Ausdruck brachten, dass die Kirche in der Ankunft der Spätheimkehrer ein sichtbares Zeichen dafür erblickte, dass Gott ihre Gebete nach langen Jahren erhört habe. Bei diesem Gottesdienst werde es sich um eine kirchliche Kundgebung handeln, die die ganze Bevölkerung angehe.“
Dieser Appell fand einen überaus großen Widerhall. Da Propst Asmussen erkrankte, hatte Rempel den Gottesdienst allein durchzuführen. Die Kieler Nachrichten berichteten am 22. Oktober 1953:
„Die kirchliche Feier in dem überfüllten Gotteshaus bekundete sinnfällig und eindrucksvoll die große Anteilnahme, die das ganze deutsche Volk an dem Schicksal der Heimkehrer und der noch nicht Zurückgekehrten nimmt. Die Mahnung, die Pastor Dr. Rempel für den erkrankten Propst Asmussen DD in seiner Predigt zum Ausdruck brachte, war allen Versammelten aus dem Herzen gesprochen: ,Wir wollen nicht aufhören, unsere Stimmen zu erheben. Wir richten die Bitte und die Forderung an alle Staaten, die noch Kriegsgefangene festhalten: Lasst sie jetzt frei! Lasst sie frei um der Menschlichkeit und um Gottes willen!‘“
Rempel schrieb in seinen Erinnerungen:
„Ich entbot den Heimkehrern die Grüße der Kirche und der Propstei und beglückwünschte sie von ganzem Herzen mit den Worten: ‚Wir freuen uns mit Euren Angehörigen, dass die Zeit eurer Gefangenschaft zu Ende ist, dass ihr die Heimat wieder habt und dass die Heimat euch wieder hat … Lasst es euch sagen: Der Bewegtheit Eurer Herzen antwortet die Bewegtheit unserer Herzen.‘ Ich verlas dann die Namen der in letzter Zeit nach Kiel zurückgekehrten 36 Heimkehrer. Weiter führte ich aus, dass die deutsche Heimat den Heimgekehrten geschlossen ihre Liebe bekunde. Sie, die ehemaligen Kriegsgefangenen, hätten leidend eine Mission am deutschen Volk erfüllt: ‚Sie haben eine Reparationsleistung erbracht, haben eine Schuldenlast für uns abgetragen. Sie haben konzentriert gebüßt, was durch den Staat verschuldet worden war. Keine Frage‘, so führte ich sinngemäß aus, ‚hat zu so starken Gegensätzen und zu so großer Verwirrung geführt, wie die Frage nach dem deutschen Soldatentum im Zweiten Weltkrieg. Und über keine Notwendigkeit der Nachkriegszeit ist das deutsche Volk so einig geworden wie in dem Bemühen, seinen Kriegsgefangenen zur Heimkehr zu verhelfen. Mit diesem Gottesdienst wollen wir Gott für Eure Heimkehr danken und zugleich fürbittend für die noch in der Gefangenschaft Verbliebenen und für die Kriegsverurteilten eintreten. Wir wollen mit diesem Gottesdienst auch die Solidarität der Kirchen mit dem Schicksal der Heimkehrer und Kriegsgefangenen bekunden.‘ Es war ergreifend, wie sich die Versammlung von rund eineinhalbtausend Teilnehmern erhob und den Choral Nun danket alle Gott anstimmte.“
Der Suchdienst des Deutschen Roten Kreuzes konnte auseinandergerissene Familien zusammenführen und betreute die Gefangenen mit Paketen. In mühsamer Kleinarbeit suchen die zuständigen Organisationen und Behörden jedes Einzelschicksal aufzuhellen.
Der Leiter des Evangelischen Hilfswerks für Internierte und Kriegsgefangene Theodor Heckel gehörte zu den Ersten, die ins Lager Friedland eilten, um heimkehrende Gefangene zu begrüßen. Unermüdlich hatte er seit 1945 daran gearbeitet, die Schicksale der Gefangenen aufzuklären. 1950 hatte er sich an das Innenministerium der Sowjetunion mit dem schriftlichen Appell gewandt, das schwere Los der deutschen Gefangenen in sowjetischen Lagern zu lindern. Mit Paketaktionen, die die Sowjetregierung von einem bestimmten Zeitpunkt an gestattete, half er den Gefangenen durch das Evangelische Hilfswerk. Rempel: „Bischof Heckel wurde nicht müde, an das Schicksal der noch nicht Heimgekehrten zu erinnern und für sie und für die Heimgekehrten zu tätiger Hilfe aufzurufen.“

### Reisen, Begegnungen, Besuche und Familiengeschichten
Mit seinem kanadischen Neffen Pete Härtens besuchte Rempel eines Tages Rom und wurde später von Schwester und Schwager auf deren Farm nach Swift Current in Kanada eingeladen. Nach wiederholten Urlauben in Kanada und Besuchen der kanadischen Verwandten in Kiel schritt Rempel zu einer Personenbestandsaufnahme der weltweit zerstreuten Familie Rempel vorzunehmen und in einer kurz gefassten Geschichte die Wanderungen und Schicksale der Einzelnen festzuhalten. So kam es 1976 zu einem Treffen der Familie Rempel in Clearbrook bei Abbotsford (British Columbia), zu dem alle ausfindig gemachten Nachkommen seines Großvaters David Rempel eingeladen wurden. Es erschienen 252 Personen. Aus der Sowjetunion konnte niemand dabei sein. In einem 337-seitigen Buch wurden die Angehörigen der Familie in Wort und Bild vorgestellt. In einem zweiten Band untersuchte Rempel später die Anfänge der Siedlungsgeschichte seiner Vorfahren in Russland.
1970 bekam Rempel für vier Wochen Besuch aus der Sowjetunion von seiner ältesten Schwester und deren Sohn. Er hörte vom Lebensschicksal seiner Verwandten, über die er 40 Jahre fast nichts erfahren hatte. Rempel:
„Wir waren einmal zwölf Geschwister gewesen. Vier von ihnen waren klein gestorben. Ich hatte sie nicht kennengelernt. Der jüngste Bruder, den ich noch kannte, war durch einen Unfall ums Leben gekommen. Als mein Vater dann nach dem frühen Tod meiner Mutter eine zweite Ehe einging, kamen noch drei Stiefschwestern hinzu, so dass wir vor meiner Verhaftung im Jahre 1929 elf Geschwister waren.“
Seine älteste Schwester war 1952 verhaftet und in einem Schauprozess zu 25 Jahren Straflager verurteilt worden (angeblich, weil ihr Bruder Hans sie während des Krieges in Orenburg besucht hätte) und ins Konzentrationslager Abes im nördlichen Ural gebracht worden. Zwei Jahre Lagerhaft überlebte sie in dem mörderischen Klima dort. Nach Stalins Tod wurde sie in ein Lager in Kasachstan, 180 km von Karaganda entfernt, verlegt. Nach einem weiteren Vierteljahr öffnete sich für sie das Lagertor. Ein Kasache kaufte ihr einen Fahrschein und brachte sie zur Bahn nach Orenburg. Nach insgesamt drei Jahren und einem Monat Haft konnte sie wieder bei ihren Kindern sein. Jahre später wurde sie von einem sowjetischen Gericht rehabilitiert. Eine Wiedergutmachung erfuhr sie nicht.
Im Frühjahr 1964 erfüllte sich Rempel einen Jugendtraum und reiste 29 Tage lang mit Bahn, Schiff und Bus von Kiel über München, Venedig und Griechenland in den Libanon, nach Syrien, Jordanien, Israel und Ägypten. Über Griechenland ging es wieder zurück nach Kiel. Rempel übernahm nach dieser Reise die Patenschaft für ein Kind in dem christlichen Palästinenserlager Dbayeh, das von der Evangelischen Karmelmission in Beirut unter Leitung seines ehemaligen Studienfreundes Martin Spangenberg unterhalten wurde.
Ein Jahr später leitete Rempel, begleitet von seiner Frau, eine Heilig-Land-Reise für das Institut für wissenschaftliche Reisen – Fahrtenring in Starnberg. Diese Reise führte erneut über Beirut. In den folgenden Jahren leitete er weitere Heilig-Land-Reisen für das Starnberger Institut und kam wiederholt in den Libanon und konnte dort auch seinem Patensohn wieder begegnen. Von Rempel gefördert bestand dieser das Abitur als einer der Besten seines Jahrgangs, studierte Medizin und wurde Facharzt für Frauenheilkunde. Nach der Erlangung der Approbation unternahm das Ehepaar Rempel mit ihm eine Deutschlandreise mit dem Auto und zeigte ihm die Schönheit des Landes und die Vielfalt der deutschen Kultur. Der Patensohn wurde nach seiner Magisterarbeit von der Amerikanischen Universität Beirut als Assistenzprofessor übernommen und nach Bahrain an den Persischen Golf entsandt. Das Ehepaar Rempel besuchte ihn und seine Familie in Manama auf Bahrain. Er ging erneut in die Vereinigten Staaten und arbeitete als Abteilungsleiter im Gesundheitsministerium in Atlanta. Wiederholt verbrachten die Rempels ihre Ferien in seinem Haus dort.
Im Gespräch mit dem Enkel am Ende seiner Lebenserinnerungen erklärte Rempel den Buchtitel so: „Gott zeigt uns das Sprungbrett … Aber springen müssen wir selbst.“ Zwei Einsichten stellten sich ihm ein:
„Die erste: Die Zusammenfassung meines Lebens fordert als wichtigstes den Dank Gott gegenüber, besonders auch für die Menschen, die er mir auf meinem Weg als Begleiter beigesellte. Sodann habe ich aber auch den Menschen an meinem Weg zu danken. Die zweite Einsicht ist die: Das unruhige Suchen und Drängen, das Nichtaufhörenwollen und Nichtaufhörenkönnen sind uns vom Schöpfer eingegeben. Aber auch dies, dass – wie er einmal nach vollbrachtem Werk ruhte – wir zurückschauend lächeln können.“

## Schriften
- Der Sowjethölle entronnen. Eigne Erlebnisse eines jungen Christen im heutigen Rußland. 10. Aufl. Kassel 1935.
- Das Deutschtum in der UdSSR seit 1917, Diss. Berlin 1938.
- Deutsche Bauernleistung am Schwarzen Meer. Bevölkerung und Wirtschaft 1825. Leipzig 1940 (Sammlung Georg Leibbrandt 3).
- The Rempel Family 1797–1976. Clearbrook, B. C. 1976.
- Er führet mich auf rechter Straße um seines Namens willen. Psalm 23,3: Der Weg der Familie Rempel. Virgil, Ont. 1980.
- Waffen der Wehrlosen. Ersatzdienst der Mennoniten in der UdSSR. Winnipeg 1980.
- Brüderliche Hilfe in den Ruinen Kiels nach 1945. In: Heimatbuch der Deutschen aus Rußland 1990–1991. Hg. v. der Landsmannschaft der Deutschen aus Rußland. Stuttgart 1991, S. 280–288.
- Mit Gott über die Mauer springen. Vom mennonitischen Bauernjungen am Ural zum Kieler Pastor. Herausgegeben von Hans-Joachim Ramm, Husum: Matthiesen 2013, ISBN 978-3-7868-5502-6.